# 浅草玩具
株式会社浅草玩具（あさくさがんぐ）は、かつて存在した日本の大手玩具問屋。本社は東京都台東区蔵前。1996年に株式会社インクスに社名変更。2001年に倒産。

## 概要
戦後、東京都台東区にあった玩具問屋と節句人形問屋とが合併し、浅草玩具人形株式会社として創業した。東京と大阪で事業を開始し、その後全国に支店を展開、国内の主要玩具メーカーの商品や自社ブランド商品を、百貨店、量販店、専門店に販売した。1973年に発売したゲイラカイト（輸入元はエー・ジー社）は爆発的なヒットとなった。
玩具の開発製造部門を株式会社エーワン、節句人形の製造部門を株式会社双葉として独立させたほか、子会社を数社擁していた。エーワンは、キャラクター玩具、乗用玩具、知育玩具、女児玩具、動力玩具、楽器玩具、電子ゲーム等を展開していた。
1996年に名古屋市の玩具問屋株式会社トスミックと合併し、株式会社インクスに社名変更した。
1997年には、たまごっち等の販売で業績を伸ばしたが、その後低迷、取引先の破綻などで資金繰りが悪化し、2001年に倒産した。負債総額は約80億円。最盛期の年商は約232億円、メーカーを含めた玩具業界全体でのランキングでは10位前後だった。

## 沿革
- 1950年 - 浅草玩具人形株式会社として創業[1]
- 1965年 - 株式会社浅草玩具に社名変更
- 1967年 - 株式会社白鳥トーイを設立（玩具製造）
- 1974年 - 株式会社双葉を設立（節句人形製造販売）
- 1976年 - 本社開発部と株式会社白鳥トーイを統合し、株式会社エーワン（製造問屋）を設立
- 1980年 - 株式会社アサガンホビー（ファンシー商品販売）、株式会社雛扇（節句人形販売）を設立
- 1992年 - 株式会社ピー・カンパニーを設立
- 1996年 - 株式会社トスミックと合併し株式会社インクスに社名変更[1]
- 2001年 - 倒産[1][2]、会社整理

## ヒット商品
- 1955年 - 首振りカッパ
- 1960年 - 鉄腕アトムシリーズ
- 1966年 - 弁慶号（ブロー成形の乗用玩具）
- 1968年 - パズルボックス
- 1973年 - ゲイラカイト
- 1974年 - エーワンエレクトロン（鍵盤楽器、後にエレックサウンドに改称）
- 1977年 - プレイスクールシリーズ（米PLAYSKOOL社と提携し国内生産）
- 1982年 - ディズニーシリーズ（ままごとセット）

## 関連施設
- 本社（東京都台東区蔵前）双葉の店舗を兼ねていた
- 商品センター（東京都台東区柳橋）
- 名古屋店（名古屋市中区）
- 福岡店（福岡市東区）
- 仙台店（仙台市卸町）
- 札幌店（札幌市東区）
- 熊本店（熊本市卸領町）
- 岡山店（岡山市奥田）
- 青森店（青森市大字横内）
- 広島店（広島市安佐南区）
- 神戸店（神戸市垂水区）
- 横浜店（横浜市戸塚区）
- 新潟店（新潟市大島）
- 盛岡店（岩手県紫波郡矢巾町）
- 青森店（青森市大字横内）
- 熊谷店（熊谷市柿沼）
- 双葉 静岡工場（静岡市東千代田）
- ALA MONOYA（東京都台東区柳橋）アサガンホビーの店舗、節句時期は雛扇の店舗を兼ねた